# Елисавета Карамихайлова
Елисавета Иванова Карамихайлова е български физик. Тя е първата българка ядрен физик и първата жена хабилитиран преподавател в Софийския университет „Св. Климент Охридски“ и един от основателите на катедрата по атомна физика в него. Основателка е на лабораторията по радиоактивност във Физическия институт на БАН и е първата жена професор по физика в България.

## Биография
Елисавета Карамихайлова е родена през 1897 г. във Виена в семейството на Иван Карамихайлов и англичанката Мери Слейд, музиколог. Нейна леля е художничката Елена Карамихайлова. През 1907 г. семейството се премества в София, където баща ѝ става един от известните хирурзи в новосъздадената болница "Червен кръст", чийто приемник е днешният институт "Пирогов".
През 1917 г. Елисавета Карамихайлова завършва Първа софийска девическа гимназия, а през 1922 г. - физика и математика с докторска степен във Виенския университет. Още през 1921 г. тя започва да работи върху радиолуминисценцията в Института за радиеви изследвания във Виена под ръководството на Карл Пшибрам. След кратък престой в София през 1923 г. тя се връща в Института за радиеви изследвания. През 1935 г. продължава изследванията си в Кавендишката лаборатория на Кеймбриджкия университет.
Член е на дружеството на жените с висше образование в България, български клон на International Federation of University Women (IFUW)
През 1938-1939 г. Карамихайлова прави два неуспешни опита да стане доцент по физика в катедрата по физика на Софийския университет. В крайна сметка, през декември 1939 г. тя започва да чете лекции по експериментална атомна физика и радиоактивност, ставайки първата жена хабилитиран преподавател в университета. След пенсиониране на главния професор, Карамихайлова заема неговото място и започва изследвания в областта на космическите лъчи и в областта на радиоактивността на минералните извори.
След Деветосептемврийския преврат от 1944 г. е смятана за политически неблагонадеждна от комунистическия режим. На нея ѝ е забранено да участва в международни научни конференции, срещи и др., а кореспонденцията ѝ със Западния свят е спряна. През 1951-1954 г. е направен опит за изключване на Елисавета Карамихайлова от Софийския университет. В нейна защита застават физици от университета, в резултат на което тя запазва мястото си, но е принудена да прекара последните години от кариерата си във Физическия институт на Българската академия на науките.
Елисавета Карамихайлова умира от рак през 1968 година. Тя завещава цялото си имущество, включително и бащината си къща на БАН. 

## Памет
На Елисавета Карамихайлова е наречена улица в квартал „Витоша“ в София (Карта).